# Orderlagerschein
Der Orderlagerschein ist eine Art des Lagerscheins, die vom Lagerhalter als Orderpapier ausgestellt wird.

## Gesetzliche Bestandteile
Nach § 475c Abs. 1 HGB muss der Orderlagerschein mindestens Ort und Tag der Ausstellung des Lagerscheins, Name und Anschrift des Einlagerers, Name und Anschrift des Lagerhalters, Ort und Tag der Einlagerung, die übliche Bezeichnung der Art des Gutes und die Art der Verpackung (bei gefährlichen Gütern ihre nach den Gefahrgutvorschriften vorgesehene, sonst ihr allgemein anerkannte Bezeichnung), Anzahl, Zeichen und Nummern der Packstücke und Rohgewicht oder die anders angegebene Menge des Gutes enthalten. Sollte es sich um eine Sammellagerung handeln, muss dies ebenfalls vermerkt werden. Der Orderlagerschein ist vom Lagerhalter zu unterzeichnen.

## Übertragung
Er gehört zu den gekorenen Orderpapieren des § 363 HGB, denen durch Anbringung der Orderklausel („oder an Order“) die Eigenschaft als Orderpapier verliehen wird. Dadurch kann er durch Indossament weiterübertragen werden, wobei jeder legitimierte Inhaber des Lagerscheins auch Eigentümer der gelagerten Handelswaren wird. Deshalb gehört er zu den Traditionspapieren (§ 475g HGB). Die im Orderlagerschein verbrieften lagervertraglichen Ansprüche können nur von dem aus dem Orderlagerschein Berechtigten geltend gemacht werden. Zugunsten des legitimierten Besitzers des Orderlagerscheins wird vermutet, dass er der aus dem Lagerschein Berechtigte ist. Legitimierter Besitzer des Orderlagerscheins ist, wer einen Orderlagerschein besitzt, der an Order lautet und den Besitzer als denjenigen, der zum Empfang des Gutes berechtigt ist, benennt oder durch eine ununterbrochene Reihe von Indossamenten ausweist (§ 475d Abs. 3 Nr. 2 HGB). Der legitimierte Besitzer des Orderlagerscheins ist nach § 475d Abs. 1 HGB berechtigt, vom Lagerhalter die Auslieferung des Gutes gegen Vorlage und Aushändigung des Orderlagerscheins zu verlangen.
Durch die Übertragung des Lagerscheins geht das Verfügungsrecht (Herausgabeanspruch) am Lagergut auf den (neuen) Empfänger über (Dispositionspapier). Dies geschieht durch das Indossament. Das Lagergut ändert durch den Wechsel der Eigentumsverhältnisse nicht seinen Lagerstandort. Bei Eigentumsübertragung oder bei Pfandrechtsbestellung (Verpfändung/Pfändung) braucht lediglich der Orderlagerschein (mit Pfandindossament) übergeben zu werden, nicht jedoch das Lagergut. Der Vorteil hierbei ist, dass der Lagerschein an Kreditinstitute als Kreditsicherheit für Kredite übertragen werden kann (Lombardkredit).

## Berechtigung
Einen Orderlagerschein darf seit Juli 1998 jeder Lagerhalter ausstellen. Die vom Regierungspräsidenten früher ausgestellten Zertifikate für Orderlagerhalter ergaben sich aus der Orderlagerscheinverordnung vom Dezember 1931, die seit Juli 1998 aufgehoben ist.